# Gnypeta nigrella
Gnypeta nigrella är en skalbaggsart som först beskrevs av Leconte 1863.  Gnypeta nigrella ingår i släktet Gnypeta och familjen kortvingar. Inga underarter finns listade i Catalogue of Life.